# André Devynck
André Devynck (né à Paris le 16 février 1925 et mort à Berck le 5 mars 1994) est un poète français. 

## Biographie
Né le 16 février 1925 à Paris. Peu de temps après, ses parents décident de rejoindre leur Flandre natale, à Arnèke. Son père entre à la Compagnie des chemins de fer du Nord (qui deviendra la SNCF) et y fait toute sa carrière. Vers 1930, la famille déménage à Cappelle-la-Grande dans la cité des cheminots. C'est là qu'il passe toute son enfance.
Son brevet élémentaire en poche, il poursuit sa scolarité à Dunkerque au collège Jean-Bart. Il termine ses études avec le brevet de capacité pour l'enseignement primaire en 1944. Il est nommé répétiteur au lycée des Flandres à Hazebrouck en même temps qu'il commences des études d'Anglais à Lille. Durant cette période, il s'intéresse déjà à la poésie et écrit ses premiers textes d'une facture très classique.
En 1946, il rencontre Micheline Tartare, enseignante, et l'épouse en juillet 1948. Il enseigne le français et l'anglais, successivement à Gravelines, Saint-Pol-sur-Mer, Dunkerque et Étaples. En 1979, il s'installe définitivement à Airon-Notre-Dame et termine sa carrière d'enseignant en 1980.
En parallèle à sa carrière d'enseignant, il s'implique dans le renouveau de la vie culturelle locale dunkerquoise, il y côtoie Jean Deconninck, Stéphane Bijan et Claude Tabart. Il rencontre et se lie d'amitié avec le peintre Arthur Van Hecke qui lui fera rencontrer de très nombreux artistes de la région (Jean Roulland, Jeanne et René Bessière, Raymond Picque, Charles Gadenne, …) Il participe ainsi activement au lancement du groupe de Gravelines. Il correspond et noue des liens avec de nombreux poètes (Emmanuel Looten, Claude Albarède, Norge, Robert Vigneau, Pierre Dhainaut et Jean Le Mauve entre autres). Avec Jacques Yvart puis avec Maryse Collache, il écrit de nombreuses chansons.
Il meurt à l'hôpital de Berck le 5 mars 1994.
En avril 2014, vingt ans après sa mort, l'association dunkerquoise C.C.R.D. (Coordination Culturelle en Région Dunkerquoise) profite de son cinquantième anniversaire pour rendre un hommage à André Devynck,,. À cette occasion, un ouvrage est publié sur la vie du poète et son œuvre.

### Publications personnelles
- Jardin du souvenir, Éditions du Septentrion, 1949.
- D'écume et de sang, illustrations d'Arthur Van Hecke, Millas-Martin, 1961.
- Le cantuaire, La Corde, 1965.
- Loin de l'arche, Millas-Martin, 1973.
- Passant du soleil, Fagne éditeur, 1976.
- Chants et déchants, Fagne éditeur, 1977.
- Mienne Flandre, Westhoek, 1980.
- Avant-pays, L'Arbre, 1982.
- Chemins de mots, chemin d'images, Éditions du Moulin, 1982.
- La Pérégine, L'Impatiente, 1991.
- Requiem messidor, l'Arbre, 1992.
- Si lumière prend parole, l'Arbre, 1995.

### Recueils collectifs
- Germes, 1947.
- Cahiers de l'amitié par l'art N°1, 1962.
- Poésie 1, poètes du nord, 1973.
- Poésie du nord, Unimuse 1977.
- Je parle d'un pays de vent, Imprimerie nationale 1983.

### Écrits de chansons
Plus de 100 chansons avec Jacques Yvart dont Un arbre, prix Paul Fort de la chanson poétique française en 1968, Le cabaret des Minteux… enregistrées dans les albums :
- Marines 1969
- De la mer et des hommes 1970
- Suite à vivre du temps présent 1972
- Chansons insulaires 1974
- À la source 1976
- Autour de l'océan 1987
- Yvart chante Devynck 1994

Des chansons reliées à la Flandre avec Maryse Collache (du groupe Marieke en Bart) et enregistrées dans les albums :
- Le vent du bas pays, 1988
- L'étoile du nord, 1994

## Pour approfondir